# Brennania belkini
Brennania belkini é uma espécie de dípteros da família Tabanidae.
Pode ser encontrada nos seguintes países: México e nos Estados Unidos da América.